# Dražan Tomić
Dražan Tomić (Berlin, 27. travnja 1974.) je bivši njemački košarkaš i državni reprezentativac hrvatskog podrijetla. Igrao je na mjestu niskog krila i beka šutera. Visine je 197 cm. 